# Charles Hubbard
Charles R. Hubbard (* 20. August 1849 in Cincinnati, Ohio; † 28. März 1923 in Hamilton (Ohio)) war ein US-amerikanischer Bogenschütze.
Hubbard gewann bei den Olympischen Spielen 1904 in St. Louis mit der Mannschaft, den Cincinnati Archers, im inneramerikanischen Duell mit den Potomac Archers in der Team American Round die Silbermedaille. Im Einzelwettbewerb der Double American Round belegte er Platz 11.